# Vlašim
Vlašim (in tedesco Wlaschim) è una città della Repubblica Ceca facente parte del distretto di Benešov, in Boemia Centrale.

## Monumenti e luoghi d'interesse
- Castello di Vlašim